# Ritacuba Blanco
Ritacuba Blanco est le plus haut sommet de la cordillère Orientale, dans les Andes en Colombie. Il est également appelé Ritak'uwa, un ancien nom donné par les indigènes U'wa qui vivent à ses pieds dans le parc national de la Sierra Nevada del Cocuy, où le Ritacuba Blanco est situé.
Le sommet est accessible par la face est en passant par la ville d'El Cocuy, le village de Guicán et le hameau de Las Cabaňas. L'ascension est relativement aisée, mais le temps est changeant, et il faut traverser un glacier.
Le réchauffement planétaire, est en train de causer la fonte du glacier, qui recule de 25 mètres par an ; on observe un phénomène similaire pour les autres montagnes recouvertes de neige en Colombie. En 1950, le glacier du Ritacuba Blanco descendait jusqu'à une altitude de 4 100 mètres ; en janvier 2007 son point le plus bas se situait à 4 750 mètres d'altitude. Si la fonte continue à cette vitesse, le glacier aura disparu d'ici à 2055.